# أل كامبل
أل كامبل (بالإنجليزية: Al Campbell)‏ هو مغني جامايكي، ولد في 31 أغسطس 1954 في كينغستون في جامايكا.

## وصلات خارجية
- أل كامبل على موقع ميوزك برينز (الإنجليزية)
- أل كامبل على موقع ديسكوغز (الإنجليزية)